# Øjesø
|  | For Øjesø på Djursland, se Øjesø (Feldballe Sogn) |
Øjesø er en klarvandet lobeliesø i Ulstrup Sogn 9 km nordvest for Aars i det tidligere Års Herred i Himmerland, nu Vesthimmerlands Kommune i Region Nordjylland.
Søen ligger i Øjesø Plantage, der blev tilplantet med nåletræer i 1890'erne. Plantagen blev omkring 1916 udstykket i store sommerhusparceller. 1 km vest for Øjesø ligger den noget større Sjørup Sø.
Søen er på omkring 3 hektar og har en gennemsnitlig dybde på 1,3 m. Øjesø er en af Danmarks mest kalkfattige og uforurenede søer, men den er under stærk tilgroning med især tørvemosser, der på længere sigt vil omdanne den til en højmose. Denne udvikling kan ikke længere opleves ret mange steder i Danmark. Søen har ikke afløb og er nærmest delt i to, idet en kun 0,2 m dyb ryg går tværs over søen og ses bevokset, når vandstanden er lav.
I Øjesø findes en svindende bestand af Tvepibet Lobelie og en rørskov med Tagrør, Rørgræs og Almindelig Sumpstrå. Desuden findes Blåtop, Dusk-Fredløs, Lyse-Siv, Enkelt Pindsvineknop, Liden Soldug og Rundbladet Soldug.
I 1967 rejste Danmarks Naturfredningsforening en fredningssag for Øjesø og de nærmeste omgivelser, og 9 ha blev fredet i 1971, bl.a. for at forhindre udledning af spildevand fra sommerhusene.

## Øjesø trinbræt
Himmerlandsbanerne havde fra 1933 trinbræt ½ km vest for søen, men det blev nedlagt pga. manglende brug. I 2006 blev sporet fjernet, og Himmerlandsstien blev anlagt på det nedlagte banetracé.